# Ship Canal Bridge
Ship Canal Bridge je dvoupatrový ocelový příhradový most, který převádí mezistátní dálnici Interstate 5 přes záliv Portage, který je částí Washingtonova kanálu, mezi čtvrtěmi Seattlu Capitol Hill a University District. Washingtonův kanál spojuje Washingtonovo jezero a Pugetův záliv. Stavba mostu byla dokončena v roce 1961 a dopravě byl otevřen v prosinci 1962. Most je 1 350 metrů dlouhý, 55 metrů nad kanálem a horní mostovka je 36 metrů široká. V době otevření byl největším mostem svého druhu na Severozápadě USA. Horní mostovka převádí dálnici v obou směrech, dolní mostovka obsahuje expresní pruhy, které jsou ráno otevřeny ve směru na jih a odpoledne ve směru na sever.
Dalšími blízkými mosty jsou University Bridge, Montlake Bridge a George Washington Memorial Bridge.
Po zřícení mostu I-35W Mississippi River bridge v Minneapolis v srpnu 2007 je Ship Canal Bridge jedním z mostů, které vyšetřuje Washingtonské ministerstvo dopravy, protože má podobnou konstrukci.